# Location-based Game
Der englische Begriff Location-based Game (Deutsch standortbezogenes Spiel) bezeichnet ein (Computer-)Spiel, in dem der Spielverlauf in irgendeiner Form durch die Veränderung der geographischen Position des Spielers beeinflusst wird.

## Voraussetzungen
Ein Location-based Game benötigt daher immer eine Technologie zur Lokalisierung, wie zum Beispiel die Verwendung von satellitengestützten Navigationssystemen oder der Empfang bekannter GSM-Basisstationen. Zusätzlich existieren die englischen Begriffe Urban Gaming und street games, die typischerweise Multiplayer-Spiele bezeichnen, welche in einer städtischen Umgebung stattfinden. Ein Vorteil von Location-based Games liegt zudem darin, dass das gewohnte Stadtbild zu einer Kulisse für verschiedenste Spielszenarien werden kann.
Die Verbreitung von Location-based Games ist mit der stark zunehmenden Anzahl von Smartphones als Technologieträger ebenfalls stark gewachsen.

## Beispiele
Mittlerweile differenziert sich der Begriff in diverse Untergruppen wie zum Beispiel pervasive games, augmented reality games oder geosocial games, die Location-based Games um jeweils spezifische Elemente erweitern.
Ein prominentes Beispiel mit einer großen Anhängerschaft ist das Spiel Geocaching, eine Art von Schatzsuche, die meist mit GPS-Empfängern gespielt wird. Zunehmend werden Location-based Games aber auch in geführten Spielszenarien von Seiten wie mydays und Tabbandit angeboten
Pac-Manhattan, das 2004 startete, nutzt das Gebiet in und um den Washington Square Park, um eine reale Live-Version von Pac-Man zu spielen. In Pac-Manhattan teilen die Spieler einander ihre Position über Mobiltelefone mit. Über Pac-Manhattan wurde unter anderem in der New York Times berichtet.
Gbanga, die 2007 lancierte mehrfach ausgezeichnete Spieleplattform vereint Videospiele und GPS-Spiele. In verschiedenen Geschichten und Sidequests wird das Gelände unterschiedlich genutzt. 2009 wurden beispielsweise in der Edutainment-Quest Gbanga Zooh bedrohte virtuelle Tierarten, die in der Stadt verteilt wurden, mit dem Handy eingesammelt und physisch zum zoologischen Garten zurückgebracht und abgegeben.
Resources Game ist eine GPS-basierte Multiplayer-Wirtschaftssimulation (MMOG) und wurde 2015 als Freizeitprojekt eines Schweizer Entwicklers für Android veröffentlicht. Die Spieler suchen virtuelle Rohstoffvorkommen in der realen Umgebung und erschließen diese mittels virtuell platzierten Förderanlagen. Der Standort des Spielers im Spiel entspricht dabei jeweils der GPS-Position des Spielers. Virtuelle Fundgegenstände, welche in Form von Kisten und Cargo-Containern in der virtuellen Umgebung des Spielers erscheinen, können in einem bestimmten Umkreis um den Spieler gesammelt werden, in dem man sich in der realen Umgebung in die Nähe der entsprechenden Position bewegt. Die Rohstoffe können im Spielverlauf weiter verarbeitet und mit anderen Spielern gehandelt werden.
Parallel Kingdom ist das erste GPS-basierte MMORPG (Massen-Mehrspieler-Online-Rollenspiel) für iPhone und Android Handys. Das Spiel nutzt die GPS-Fähigkeiten von Smartphones, um die Spielkarte auf die aktuelle Spielerposition abzubilden. Der Spieler hat etwa einen Bewegungsradius von einem halben Kilometer, der durch Anklicken des Bildschirms des Gerätes erkundet werden kann. Der Spieler kann weitere Distanzen im echten Leben zurücklegen und den „Standort“ Knopf benutzen, um sich auch im Spiel an die aktuelle GPS-Position zu bewegen. Echte Landmerkmale wie Parks, Flughäfen und Berge haben Auswirkungen auf das Gameplay, da im Spiel dort andere Objekte erscheinen als anderswo. Parallel Kingdom ist weltweit verfügbar, gratis und hat laut Online-Diskussionsforum des Spiels aktuell über 500.000 Spieler.
Bei "Flagstack" suchen Spieler mittels eines Smartphones und einer Mobilfunkapplikation online überwiegend virtuelle Items (Flaggen) auf der Landkarte, welche an feste GPS-Koordinaten gebunden sind. Nähert sich ein Spieler diesen Koordinaten, können diese Flaggen eingesammelt werden – dafür erhält der Spieler virtuelle Punkte. Die Flaggen verbleiben auf der Karte für andere Spieler. Ebenso können Spieler selbst Flaggen auslegen – für das Herauslegen (deployment) als auch das spätere Einsammeln durch andere Spieler (capture) erhält der Spieler Punkte. Ziel ist eine hohe Platzierung im weltweiten Ranking.
Bekannte standortbasierte Videospiele, die hohe mediale Resonanz erhalten oder erhalten haben, sind Pokémon Go, Ingress, Harry Potter: Wizards Unite und Minecraft Earth.